# Lauren Sesselmann
Lauren Marie Sesselmann (Marshfield, Wisconsin, Estats Units; 14 d'agost de 1983) és una futbolista canadenca nascuda en Estats Units. Juga com a defensa i actualment es troba sense equip.

## Trajectòria
En la NCAA Lauren Sesselmann va jugar en les Purdue Boilermakers (2001-05). D'aquí va passar a la WPSL, on va jugar en el Steel City Sparks (2006) i el F.C. Indiana (2007-08). Després de la creació de la WPS va jugar en el Sky Blue F.C. (2009) i l'Atlanta Beat (2010-11).
El 2011, Lauren Sesselmann, de pare canadenc, va debutar amb la selecció del Canadà, amb la qual va guanyar un or en els Jocs Panamericanos de Guadalajara i un bronze en els Jocs Olímpics de Londres.
Després de la creació de la NWSL ha jugat en el F.C. Kansas City (2013) i a partir de 2014 el Houston Dash. En 2015 va jugar el Mundial del Canadà.

## Clubs
| Club              | País         | Any         |
| ----------------- | ------------ | ----------- |
| Steel City Sparks | Estats Units | 2004        |
| F.C. Indiana      | Estats Units | 2007 - 2008 |
| Sky Blue F.C.     | Estats Units | 2009        |
| Atlanta Beat      | Estats Units | 2010 - 2011 |
| F.C. Kansas City  | Estats Units | 2013        |
| Houston Dash      | Estats Units | 2014 - 2015 |

## Palmarès

### Campionats nacionals
| Títol                       | Club          | País         | Any  |
| --------------------------- | ------------- | ------------ | ---- |
| Women's Professional Soccer | Sky Blue F.C. | Estats Units | 2009 |

### Campionats internacionals
| Títol         | Equip               | Seu     | Any  |
| ------------- | ------------------- | ------- | ---- |
| Jocs Olímpics | Selecció del Canadà | Londres | 2012 |